# Kamniška Bela
Kamniška Bela je hudourniški gorski potok v Kamniško-Savinjskih Alpah. Svoje vode nabira na zahodnih pobočjih gore Konj in Vežica (1980 m). Na svoji poti po Dolini Kamniške Bele tvori slap Orglice, v bližini soteske Predaselj pa se izliva v reko Kamniška Bistrica.